# FJAX
FJAX es un código de programación informática similar a AJAX resultante de la fusión de varias tecnologías ya existentes tales como XML con HTML, Javascript con el objeto ActiveX XMLHttpRequest y otros usando Macromedia Flash.

## Variables de Flash-JavaScript-Flash mediante FJAX
Aquí se asincronan las comunicaciones entre el servidor y el cliente, que no es igual como pasaba antes con CGI que se usaba muchos "pl" y muchas páginas para una única petición.
Aquí Flash envía una variable a Javascript, este la pasa por AJAX y este la manda al servidor para que el servidor la trate y devuelva un valor, que volverá otra vez a AJAX y Javascript y también la pasará por "JS-a-AS" Javascript a ActionScript mediante js, usando la función sendFlashVars(), una función que envía una variable a flash para que este la trate.

### FJAX y DOM
Aquí funciona como el ejemplo anterior, pero las variables tratadas no son enviadas a Flash sino por el DOM, a un objeto de la página web.

## El código

### Creando el objetoFlash
```
var mi_flash_ob = '<object classid="clsid:d27cdb6e-ae6d-11cf-96b8-444553540000" '
+ 'codebase="http://download.macromedia.com/pub/shockwave/cabs/flash/swflash.cab#version=6,0,0,0" '
+ 'width="1" height="1" id="'+ ThisFjaxEngineID +'" align="middle">'
+ '<param name="allowScriptAccess" value="always" />'
+ '<param name="movie" value="_includes/Fjax.swf?sXML=' + ThisXMLFile 
+ '&sOutputDivID=' + ThisOutputDivID + '&sFjaxEngine=' + ThisFjaxEngineID + '" />'
+ '<param name="wmode" value="transparent" />'
+ '<param name="bgcolor" value="#ffffff" />'
+ '<embed src="_includes/Fjax.swf?sXML=' + ThisXMLFile 
+ '&sOutputDivID=' + ThisOutputDivID + '&sFjaxEngine=' + ThisFjaxEngineID + '" '
+ 'wmode="transparent" bgcolor="#ffffff" width="1" height="1"'
+ 'align="middle" allowScriptAccess="sameDomain" '
+ 'type="application/x-shockwave-flash" pluginspage="http://www.macromedia.com/go/getflashplayer" '
+ 'name="'+ ThisFjaxEngineID +'" swLiveConnect="true" />'
+ '</object>'

```

Aquí, antes de todo hay que crear el objeto de Flash para las acciones FJAX.